# Atelier 5

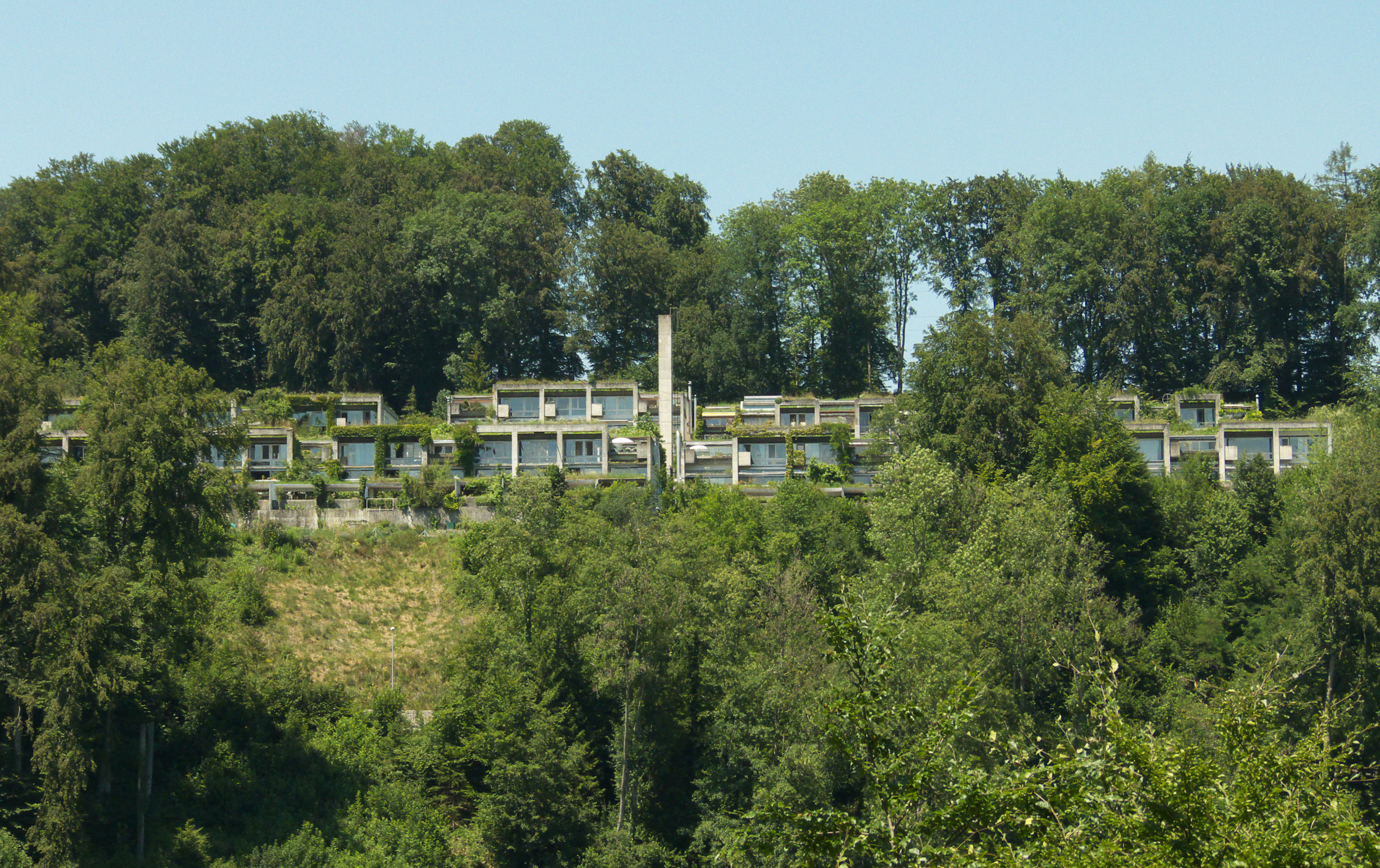
Sídliště Halen

Atelier 5 je švýcarské architektonické studio. Bylo založeno roku 1955 v Bernu. Pojmenovalo se podle toho, že u jeho zrodu stálo pět architektů: Erwin Fritz, Samuel Gerber, Rolf Hesterberg, Hans Hostettler a Alfredo Pini. Jejich nejznámějším dílem je sídliště Halen v obci Kirchlindach, otevřené v roce 1962 a vyhlášené švýcarskou kulturní památkou. Jde o komplex jednaosmdesáti rodinných domů, soustředěných terasovitě nad sebou, takže si nepřekážejí ve výhledu do krajiny. Stavba je ovlivněna Le Corbusierem a brutalismem, navzdory využití betonu je harmonicky zasazená do okolní zeleně. Dalšími významnými projekty ateliéru jsou sídliště Thalmatt, menza Stuttgartské univerzity, Hlavní nádraží Bern, Hypovereinsbank Luxemburg nebo obytný komplex Take 5 ve Frankurtu.